# 马来西亚史前时期

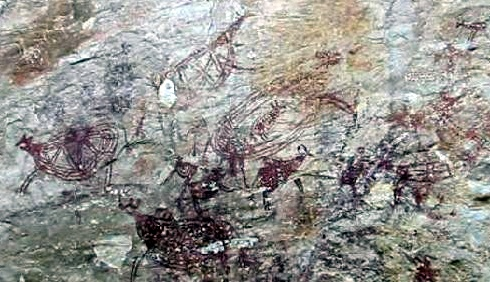
位于霹雳怡保的打扪洞石洞壁画，距今已有两千年的历史

马来西亚史前时期 是指马来西亚石器时代文化发展的时期，区分为旧石器时代、中石器时代、新石器时代与青铜时代。

## 旧石器时代
此时期一般划定为距今约260万年或250万年至1.2万年前，并区分为三大阶段，即旧石器时代早期、中期和晚期。旧石器时代的人类以原始族群的形式聚居在一起，以狩猎和采集植物为生。人类为了顺应周遭环境，开始游牧并迁徙到其它地区以获取生活资源，他们通常居住在湖边、河边、山麓、洞穴等。当时科学尚未发达，古人皆相信万物有灵论，还无政治、宗教和金钱方面的观念（现称之为原住民）。

### 早期
2004年，马来西亚理科大学考古学系在玲珑的哥拉瓦洞穴发现8千年历史的“霹雳女”遗骸，后于2008年在武吉武农发现183万年历史的手斧，估计当时的马来半岛已出现人类踪迹，推前了亚洲人类史。据推断，玲珑谷地的历史序列可从183万年前延伸至1000年前，遗址的历史跨越约200万年，是目前跨越时段最长的古人类记录之一，也是非洲大陆以外最古老的人类遗址。

### 晚期
此时期被划定为距今约4万年至3.5万年前。1958年，砂拉越州的尼亚洞发掘出四万年前的东南亚最古老的人类颅骨，临近的黑布洞发现200英尺长的赤红色洞穴壁画及紫檀木制成的船葬，推估是史前一千至两千年的遗迹。
2.5万年前，尼格利陀人迁入马来西亚生活。由于大批原马来人在一时间从云南移民而至，尼格利陀人和当地的原住民被迫搬到山坡上。在这个时候，人类开始学习如何穿着、做饭和利用更先进的石制工具打猎。通信技术也在该时期逐渐发达。
1991年，霹雳州玲瓏谷地考古遺址发掘距今1.1万年的“霹雳人”的古人类遗骸，是马来西亚最早的晚期智人骨骼；另有发现石制工具作坊、洞穴遗址、露天遗址和早期技术的证据。考古学家亦在玲珑一带至少发现20多处石灰岩洞，其中两处为存有史前人类踪迹的石灰岩洞。

### 脚注
1. ↑  Schick & Toth 2007a，第1963頁.
2. ↑  Holland 1989，第542頁.
3. ↑  Nik Abdul Rahman et al. 2002，第2頁.
4. 1 2  . Destination Perak Sdn Bhd.   [2017-12-25]. （原始内容存档于2017-12-26）.
5. ↑  . 星洲网. 2009-01-29  [2017-12-26]. （原始内容存档于2017-12-26）.
6. ↑  . 星洲网. 2012-07-01  [2017-12-26]. （原始内容存档于2019-05-28）.
7. ↑  . 澳大利亚广播公司.   [2017-12-26]. （原始内容存档于2014-11-22）.
8. ↑  . 大马经济网. 2010-11-08  [2017-12-27]. （原始内容存档于2017-12-26）.
9. ↑  . 前锋报. 2005-08-23  [2017-12-27]. （原始内容存档于2017-12-27） （马来语）.
10. ↑  . 星洲网. 2012-07-01  [2017-12-26]. （原始内容存档于2017-09-30）.
11. ↑  . 东方日报. 2015-01-01  [2017-12-26]. （原始内容存档于2017-12-26）.

### 文献
书籍
- Schick, Kathy; Toth, Nicholas. . Berlin, Germany: Springer-Verlag Berlin and Heidelberg GmbH & Co. KG. 2007. ISBN 9783540324744.
- Holland, David. . University of Michigan: Grolier Incorporated. 1989. ISBN 0717201201.
- Nik Abdul Rahman, Nik Hassan Shuhaimi; Ibrahim, Muhd. Yusof; Ahmad, Muhammad Bukhari; Sulaiman, Rosnanaini. . Percetakan Zainon Kassim Sdn. Bhd. ISBN 9789836274410 （马来语）.